# Trese: Người bảo vệ thành phố
Trese: Người bảo vệ thành phố (phát âm tiếng Tagalog: [ˈtrɛsɛ]; tựa tiếng Anh: Trese) là loạt phim hoạt hình trực tuyến chịu ảnh hưởng từ anime của. Bộ phim được dựa trên loạt truyện komik (truyện tranh Philippines) nổi tiếng cùng tên của hai tác giả Budjette Tan và Kajo Baldisimo. Phim do công ty BASE Entertainment sản xuất, và được phát hành lần đầu tiên tại Hoa Kỳ trên nền tảng trực tuyến Netflix vào ngày 10 tháng 6, 2021. Phim cũng được công chiếu toàn cầu trên Netflix vào ngày tiếp theo.

## Tóm tắt
Bối cảnh phim là Manila, thủ đô của Philippines. Phim theo chân cô gái tên Alexandra Trese. Gia tộc của cô mang trong mình trọng trách là cầu nối giữa những sinh vật kỳ bí này với nhân loại. Họ có trách nhiệm phải bảo đảm sự hòa bình giữa hai bên. Sau khi người cha qua đời, Alexandra kế nhiệm gia tộc và trở thành người bảo vệ của thành phố khỏi những sinh vật, thế lực kỳ bí trong truyện dân gian Philipines dưới thế giới ngầm.

## Lồng tiếng

### Nhân vật chính
- Alexandra Trese

Lồng tiếng bởi: Liza Soberano (tiếng Philipines), Shay Mitchell (tiếng Anh), Ryoko Shiraishi (tiếng Nhật)
- The Kambal / Crispin và Basilio

Lồng tiếng bởi: Simon dela Cruz (tiếng Philipines), Griffin Puatu (tiếng Anh), Yoshihisa Hosokawa (tiếng Nhật)
- Chỉ huy Guerrero

Lồng tiếng bởi: Apollo Abraham (tiếng Philipines), Matt Yang King (tiếng Anh), Ken Uo (tiếng Nhật)
- Hank

Lồng tiếng bởi: Christopher Carlo Caling (tiếng Philipines), Jon Jon Briones (tiếng Anh), Yūki Sanpei (tiếng Nhật)
- Anton Trese

Lồng tiếng bởi: Eugene Adalia (tiếng Philipines), Carlos Alazraqui (tiếng Anh), Ken Yanai (tiếng Nhật)

### Nhân vật khác
- Miranda Trese

Lồng tiếng bởi: Cheska Aguiluz (tiếng Philipines), Nicole Scherzinger (tiếng Anh), Kiyoko Yonekura (tiếng Nhật)
- Maliksi

Lồng tiếng bởi: Steve dela Cruz (tiếng Philipines), Manny Jacinto (tiếng Anh)
- Bagyon Kulimlim

Lồng tiếng bởi: Jose Amado Santiago (Tagalog), Dante Basco (tiếng Anh), Takashi Uezumiya (tiếng Nhật)
- Bagyon Lektro

Lồng tiếng bởi: Christopher Carlo Caling (Tagalog), Eric Bauza (tiếng Anh), Yuki Tamai (tiếng Nhật)
- Ibwa

Lồng tiếng bởi: Elyrey Martin (tiếng Philipines), Steve Blum (tiếng Anh)
- Nuno

Lồng tiếng bởi: Christian Velarde (tiếng Philipines), Eric Bauza (tiếng Anh), Hironori Saito (tiếng Nhật)
- Marco Guerrero

Lồng tiếng bởi: Jose Amado Santiago (tiếng Philipines), Darren Criss (tiếng Anh), Noriyuki Tsuyuki (tiếng Nhật)
- Mayor Sancho Santamaria

Lồng tiếng bởi: Rene Tandoc (tiếng Philipines), Lou Diamond Phillips (tiếng Anh), Yasuhiro Kikuchi (tiếng Nhật)
- Bantay

Lồng tiếng bởi: Griffin Puatu (tiếng Anh), Masashi Hashimoto (tiếng Nhật)
- Puti

Lồng tiếng bởi: Yasuhiro Kikuchi (tiếng Nhật)
- Santelmo

Lồng tiếng bởi: R.J. Celdran (tiếng Philipines), Carlos Alazraqui (tiếng Anh), Noriyuki Tsuyuki (tiếng Nhật)
- Lieutenant Tapia

Lồng tiếng bởi: Takashi Uezumi (tiếng Nhật)
- Nữ phóng viên

Lồng tiếng bởi: Deedee Magno Hall (tiếng Anh), Satomi Kobayashi (tiếng Nhật)
- Reyes

Lồng tiếng bởi: Masashi Hashimoto (tiếng Nhật)
- Emissary

Lồng tiếng bởi: Deedee Magno Hall (tiếng Anh), Riho Sugiyama (tiếng Nhật)
- Ammy

Lồng tiếng bởi: Satomi Kobayashi (tiếng Nhật)
- Hannah

Lồng tiếng bởi: Riho Sugiyama (tiếng Nhật)
- Dominic

Lồng tiếng bởi: Elyrey Martin (tiếng Philipines), Yang King (tiếng Anh)
- Coleen

Voice by: Momoe Touko (tiếng Nhật)
- Amang Paso

Lồng tiếng bởi: Yasuhiro Kikuchi (tiếng Nhật)
- Nova Aurora

Lồng tiếng bởi: Momoe Touko (tiếng Nhật)
- Petra Galliaga

Lồng tiếng bởi: Satomi Kobayashi (tiếng Nhật)
- Raul Lazaro

Lồng tiếng bởi: Yuki Tamai (tiếng Nhật)
- Ramona

Lồng tiếng bởi: Rica Rojo (tiếng Philipines), Kiyoko Yonekura (tiếng Nhật)
- Datu Talagbusao

Lồng tiếng bởi: Bryan Encarnacion (tiếng Philipines), Steve Blum (tiếng Anh), Atsuki Tani (tiếng Nhật)

## Tập phim
| TT. | Tiêu đề | Đạo diễn      | Biên kịch     | Ngày phát sóng gốc  |
| --- | ------- | ------------- | ------------- | ------------------- |
| 1   | "Tập 1" | Jay Oliva     | Tanya Yuson   | 10 tháng 6 năm 2021 |
| 2   | "Tập 2" | Mel Zwyer     | Zig Marasigan | 10 tháng 6 năm 2021 |
| 3   | "Tập 3" | David Hartman | Tanya Yuson   | 10 tháng 6 năm 2021 |
| 4   | "Tập 4" | David Hartman | Mihk Vergara  | 10 tháng 6 năm 2021 |
| 5   | "Tập 5" | Tim Divar     | Mihk Vergara  | 10 tháng 6 năm 2021 |
| 6   | "Tập 6" | Jay Oliva     | Zig Marasigan | 10 tháng 6 năm 2021 |